# Aではない君と
『Aではない君と』（エーではないきみと）は、薬丸岳によるミステリ小説。少年犯罪の加害者家族を描く。「週刊現代」にて2014年9月13日号から2015年7月18日号まで連載され、2015年9月16日に講談社から刊行された。第37回（2015年）吉川英治文学新人賞受賞。2018年には佐藤浩市主演でテレビ東京にてドラマ化された。

## 小説
『週刊現代』に2014年9月13日号から2015年7月18日号まで連載されたものを第一章、第二章として修正し、第三章を加筆して単行本が刊行された。

## テレビドラマ
『テレビ東京開局55周年特別企画 ドラマスペシャル Aではない君と』として2018年9月21日21時 - 23時18分にテレビ東京にて佐藤浩市主演により放送された。
「東京ドラマアウォード2019」の単発ドラマ部門作品賞グランプリ、「2019年日本民間放送連盟賞」のテレビドラマ部門優秀賞を受賞。受賞記念として2020年1月2日（1日深夜）1時45分 - 3時50分に再放送が行われた。

### キャスト
- 吉永圭一:佐藤浩市
- 神崎京子:天海祐希
- 青葉翼:杉田雷麟
- 青葉純子:戸田菜穂
- 野依美咲:市川実日子
- 中尾俊樹:山本耕史
- 長戸光孝:八嶋智人
- 井川:寺島進
- 瀬戸調査官:安田顕
- 藤井智康:仲村トオル
- 吉永克彦:山﨑努
- 吉永美佐子:紺野まひる[8]
- 森田:矢島健一[8]
- 室田:山崎銀之丞[8]
- 大谷:市川知宏[8]
- 藤井優斗:中川翼
- 神崎智也:川口和宥
- 神崎翔太:三谷翔太
- 神崎裕樹:横山歩
- 桜井聖、野村修一、佐藤光将、荒川浩平[9] ほか

### スタッフ
- 原作：薬丸岳『Aではない君と』
- 脚本：山本むつみ
- 監督：塚原あゆ子（ドリマックス）[4]
- 音楽：遠藤浩二
- 法律監修：飯田豊治、細谷裕美
- 警察監修：尾崎裕司
- 技術協力：ジェニック、テイクシステムズ
- 照明協力：フジ・メディア・テクノロジー
- 美術協力：アックス
- ポスプロ：ブル
- チーフプロデューサー：稲田秀樹（テレビ東京）[4]
- プロデューサー：倉地雄大（テレビ東京）、新井順子（ドリマックス）、加藤章一（ドリマックス）[4]
- 制作協力：ドリマックス・テレビジョン
- 制作著作：テレビ東京

### 放送局
| 放送対象地域   | 放送局                | 系列           | 放送日時                     | 遅れ       | 脚注 |
| -------------- | --------------------- | -------------- | ---------------------------- | ---------- | ---- |
| 関東広域圏     | テレビ東京（TX）      | テレビ東京系列 | 2018年9月21日 21:00 - 23:18  | 制作局     |      |
| 北海道         | テレビ北海道（TVh）   | テレビ東京系列 | 2018年9月21日 21:00 - 23:18  | 同時ネット |      |
| 愛知県         | テレビ愛知（TVA）     | テレビ東京系列 | 2018年9月21日 21:00 - 23:18  | 同時ネット |      |
| 岡山県・香川県 | テレビせとうち（TSC） | テレビ東京系列 | 2018年9月21日 21:00 - 23:18  | 同時ネット |      |
| 福岡県         | TVQ九州放送（TVQ）    | テレビ東京系列 | 2018年9月21日 21:00 - 23:18  | 同時ネット |      |
| 大阪府         | テレビ大阪（TVO）     | テレビ東京系列 | 2018年9月21日 21:00 - 23:18  | 同時ネット |      |
| 滋賀県         | びわ湖放送（BBC）     | 独立局         | 2018年9月27日 19:30 - 21:48  | 遅れネット |      |
| 和歌山県       | テレビ和歌山（WTV）   | 独立局         | 2018年10月7日 19:54 - 22:12  | 遅れネット |      |
| 奈良県         | 奈良テレビ放送（TVN） | 独立局         | 2018年10月7日 20:30 - 22:48  | 遅れネット |      |
| 青森県         | 青森朝日放送（ABA）   | テレビ朝日系列 | 2018年11月10日 13:00 - 15:18 | 遅れネット |      |